# Xalets racionalistes (Sant Cugat del Vallès)
Els Xalets racionalistes de la Floresta, al municipi de Sant Cugat del Vallès (Vallès Occidental), són dues obres d'estil racionalista que estan protegides com a béns culturals d'interès local.

## Descripció

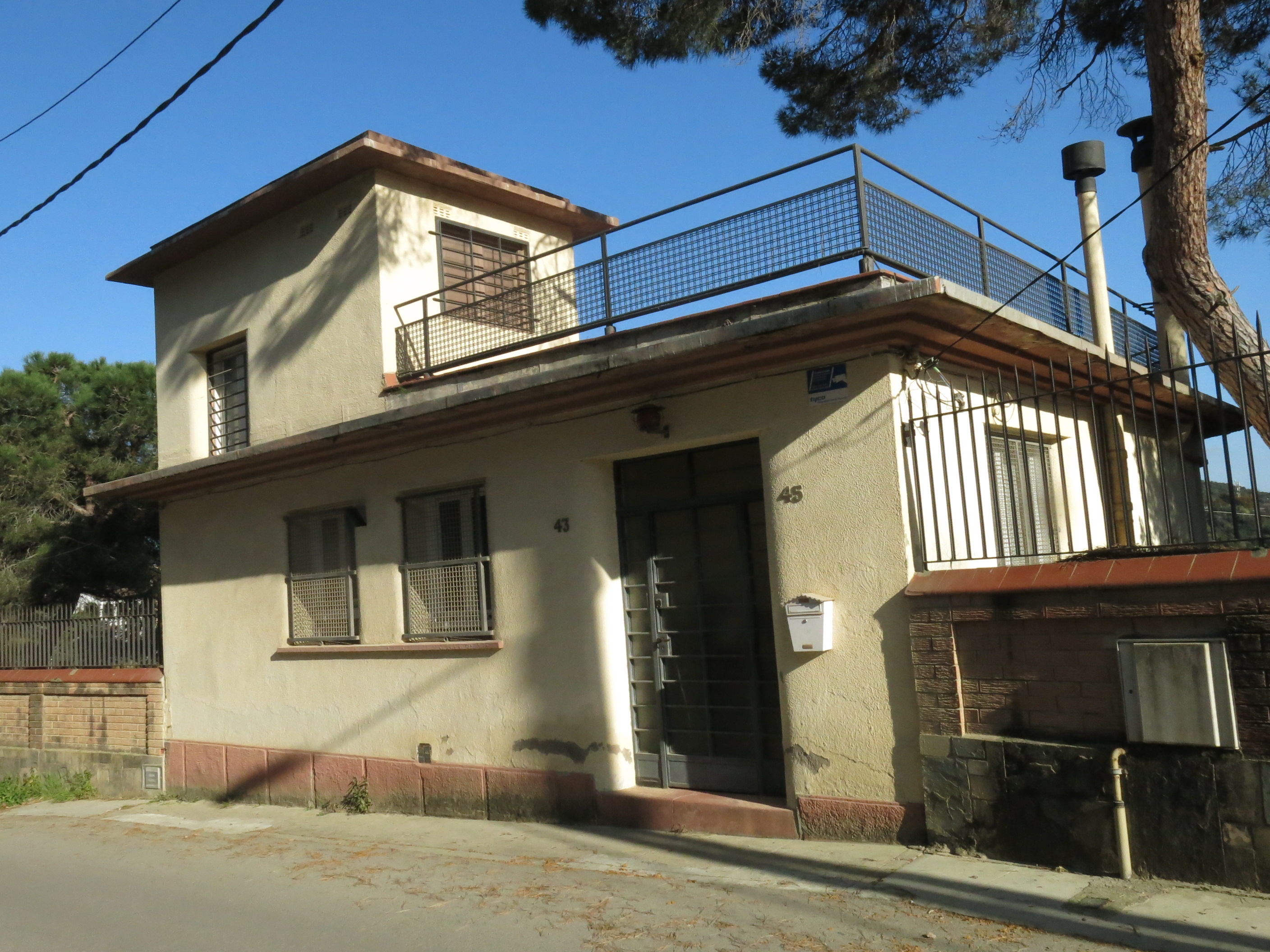
Xalet racionalista de l'avinguda de Tarruell, 43-45

Són dos xalets que presenten les mateixes característiques arquitectòniques, tant a nivell de construcció com de composició dels elements. L'única diferència és que un és de color blanc i l'altre de color crema. La seva estructura s'ha fet mitjançant volums llisos i plans. Els murs no tenen cap ornamentació. Consten d'una planta baixa i un pis en el que hi ha una terrassa i una galeria circular amb vidrieres separades per columnes llises en la part posterior. Els materials emprats són: ferro, vidre, ciment. Són edificis amb formes molt simples.

## Història
A l'Arxiu municipal del 4 de juliol de 1935 es demana una llicència d'obres a projecte signat per l'arquitecte Josep Maria Aixelà. A finals del 1934 apareix el racionalisme a la Floresta.